# Onthophagus gestroi
Onthophagus gestroi är en skalbaggsart som beskrevs av Edgar von Harold 1877. Onthophagus gestroi ingår i släktet Onthophagus och familjen bladhorningar. Inga underarter finns listade i Catalogue of Life.